# Drupadia albula
Drupadia albula är en fjärilsart som beskrevs av Druce 1895. Drupadia albula ingår i släktet Drupadia och familjen juvelvingar. Inga underarter finns listade i Catalogue of Life.